# 陳琳 (景泰進士)
陳琳（1423年—？），字文璧，湖廣德安府應城縣人，官籍，明朝政治人物。進士出身。

## 生平
湖廣鄉試第六十三名。景泰五年（1454年）甲戌科會試第二百二名，殿試登進士第二甲第五名。天順時任四川順慶府岳池縣知縣，天順中由御史左遷知縣，任岳池，後陞僉事，邑人爲立棠蔭遺愛坊。

## 家族
曾祖父陳朝玉，曾任知縣。祖父陳直方，曾任教諭 贈刑部員外郎。父亲陳坦，曾任知府。